# Benigna Munsi

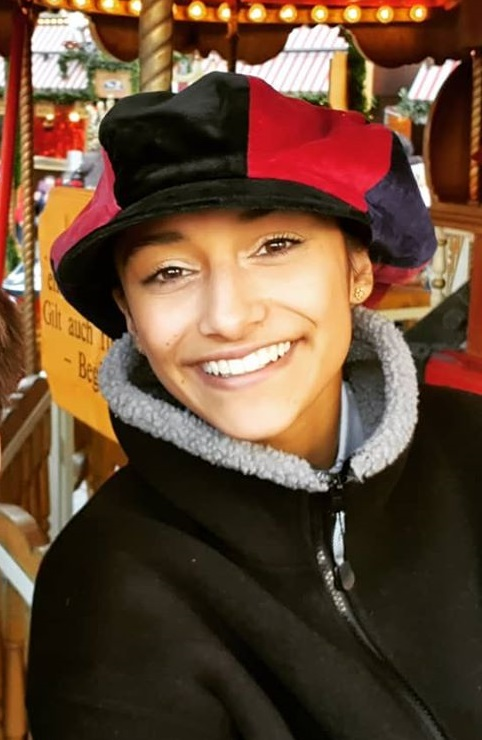
Benigna Munsi bei der Kinderweihnacht Nürnberg 2019

Benigna Munsi (* 2002 in Nürnberg) ist die ehemalige Darstellerin des Nürnberger Christkinds für die Jahre 2019 und 2020.

## Leben
Benigna Munsis Vater, Kausik Munsi, wurde in Indien geboren und ist mit 19 Jahren nach Deutschland gekommen. Er studierte zunächst Elektrotechnik, dann Informatik und besitzt seit 1999 die deutsche Staatsbürgerschaft. Er arbeitet beim BAMF als Leiter für die Bereiche Prozessdigitalisierung und Software-Entwicklung. Ihre Mutter, Teresia-Benedicta Kleiner-Munsi, ist gebürtige Deutsche. Munsi hat vier Geschwister, drei Brüder und eine Schwester. Benigna Munsi spricht neben Deutsch und Englisch auch Portugiesisch und Spanisch. 
Sie besuchte das Labenwolf-Gymnasium Nürnberg, verbrachte das Schuljahr 2017/18 als Austauschschülerin in São Paulo (Brasilien) und legte 2020 ihr Abitur ab. Sie war Ministrantin in der katholischen Kirchengemeinde St. Bonifaz im Stadtteil St. Leonhard, sang ab 2007 im Kirchenchor und tanzt seit 2006 Ballett. Sie spielt Bratsche, Violine und seit 2015 Oboe. Nach ersten Erfahrungen als Statistin war sie anschließend im Jugendclub des Staatstheaters Nürnberg aktiv.
Nach dem Abitur studierte sie von 2020 bis 2024 Schauspiel an der Athanor Akademie in Passau. In der Spielzeit 2020/21 wirkte sie am Staatstheater Nürnberg in der Uraufführung der Produktion Take the Villa and Run! von René Pollesch mit.

### Rolle

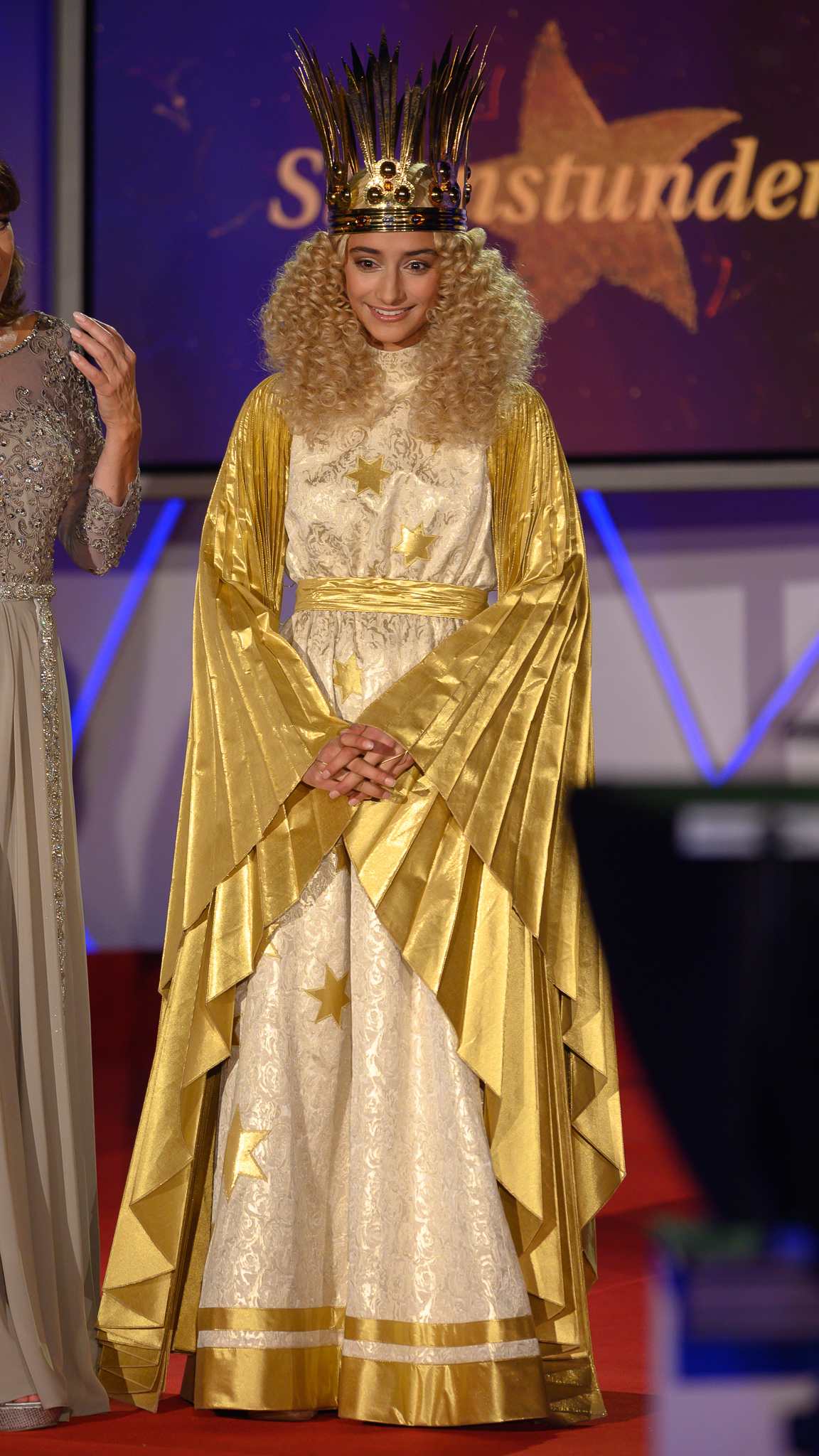
Munsi als Nürnberger Christkind am 13. Dezember bei der Sternstunden-Gala 2019

Benigna Munsi war eine der 25 Kandidatinnen im Alter zwischen 16 und 19 Jahren, die sich bis zum 24. September 2019 für die Rolle des Nürnberger Christkinds beworben hatten. Am 2. Oktober sichtete eine Jury mit Vertretern der Medien und der Stadt Nürnberg alle Unterlagen und wählte zwölf Kandidatinnen für die nächste Runde aus. Vom 12. bis 23. Oktober konnte nun die Allgemeinheit für eine der Bewerberinnen per Postkarte oder Internet stimmen. Aus den sechs Kandidatinnen mit den meisten Stimmen wählte am 30. Oktober 2019 eine 15-köpfige Jury einstimmig die siebzehnjährige Munsi. Die Anprobe des ersten Engelskostüms, das von einem Theaterschneider angepasst wurde, fand im Staatstheater Nürnberg statt. Munsi trug während ihrer Auftritte nach dem Vorbild eines Rauschgoldengels die traditionelle, blondgelockte Perücke und statt ihrer Brille Kontaktlinsen. Sie eröffnete am 29. November 2019 um 17:30h vor 20.000 Besuchern den Nürnberger Christkindlesmarkt von der Empore der Nürnberger Frauenkirche mit dem traditionellen Prolog.
Zu den Aufgaben dieses Ehrenamts gehören auch über hundertfünfzig Auftritte in sozialen, schulischen und karitativen Einrichtungen während der Adventszeit in der Region.

### Reaktionen
Munsi bekam eine weit über die Grenzen Bayerns hinausgehende internationale Aufmerksamkeit durch einen Facebook-Kommentar des AfD-Kreisverbands München-Land: „Nürnberg hat ein neues Christkind. Eines Tages wird es uns wie den Indianern gehen“. Hunderte Facebook-Nutzer kritisierten die AfD heftig dafür. Daraufhin wurde das Posting wieder gelöscht. Die AfD-Kreisvorsitzende entschuldigte sich. Auf Twitter und Facebook gab es weiteren fremdenfeindlichen Spott aus anderen AfD-Kreisverbänden.
In den sozialen Medien löste der als rassistisch gewertete Kommentar einen „Lovestorm“ aus, das Gegenteil eines Shitstorms. Auch die internationale Presse berichtete über den Vorfall. Bürger und Politiker der bayerischen Staatsregierung bekundeten ihre Solidarität mit Munsi. Das Posting habe abermals den rechtsextremistischen Wind gezeigt, der bei der AfD wehe, sagte der bayerische Innenminister Joachim Herrmann. In einer eigens einberufenen Pressekonferenz mit Munsi distanzierte sich Ulrich Maly, der Oberbürgermeister der Stadt Nürnberg, ausdrücklich von Äußerungen der AfD. In einem Interview mit Bento sagte Benigna Munsi, sie habe Hetze so bisher noch nicht erfahren. „Man darf sich nicht auf den Hass solcher Leute einlassen – muss ihnen aber zeigen, dass sie falsch liegen.“